# Ley de organización territorial de los Estados Unidos de 1785
La Ley de organización territorial de los Estados Unidos de 1785 (en inglés: Land Ordinance of 1785) fue aprobada por el Congreso de la Confederación el 20 de mayo de 1785. Establecía un sistema estandarizado de organización del territorio mediante el cual los colonos podían adquirirle al Gobierno los títulos de propiedad de las nuevas tierras en el Oeste no urbanizado. En aquella época, el Gobierno no estaba facultado para recaudar ingresos mediante impuestos directos, por lo que la venta de tierras quedó constituida como una importante fuente de ingresos. La Ley estableció un sistema de demarcación territorial que llegó a cubrir más de tres cuartas partes de la superficie actual de los Estados Unidos continentales.

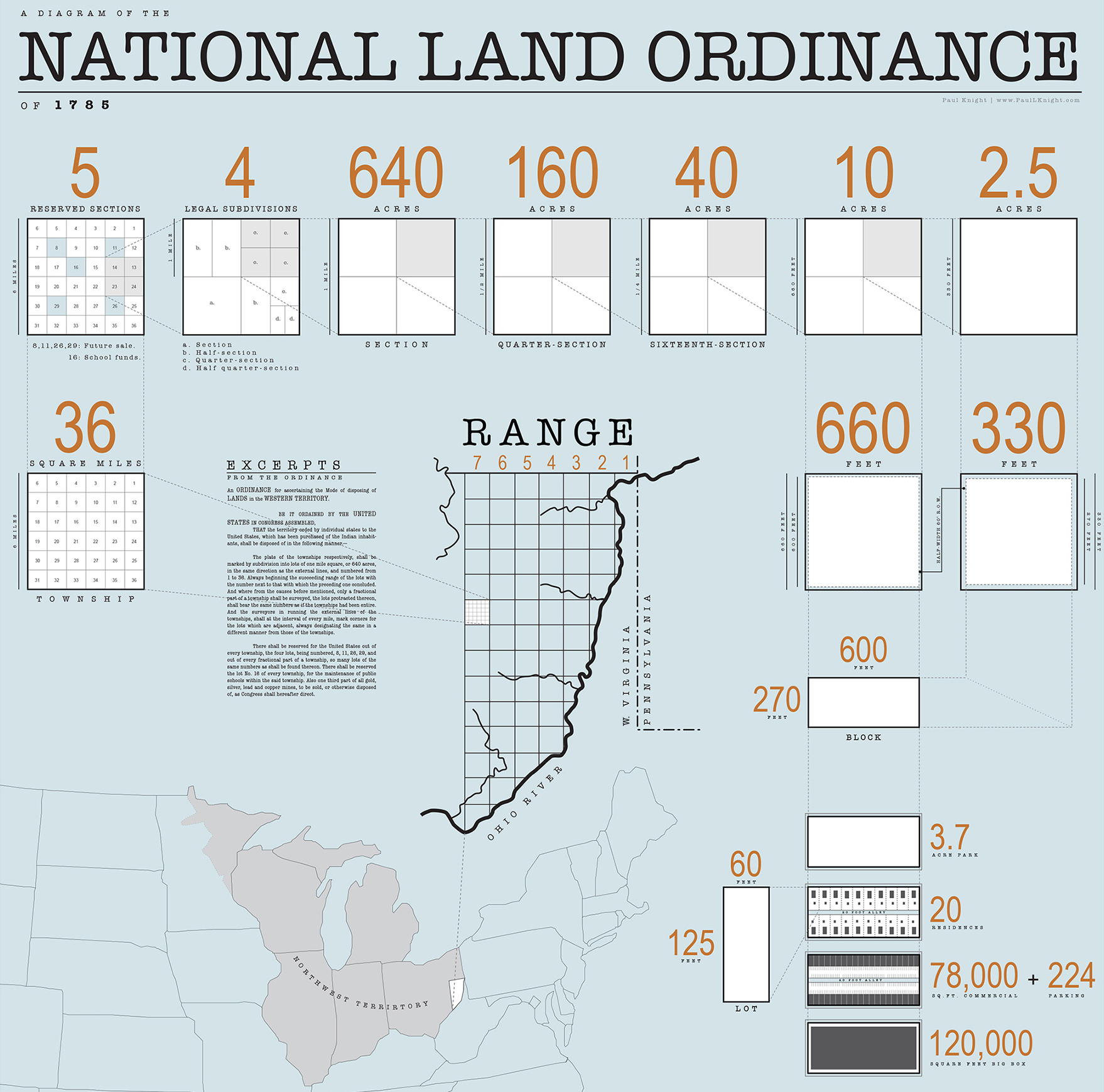
Diagrama que muestra el método de división del territorio desde la escala de país hasta la escala de una parcela (lot)

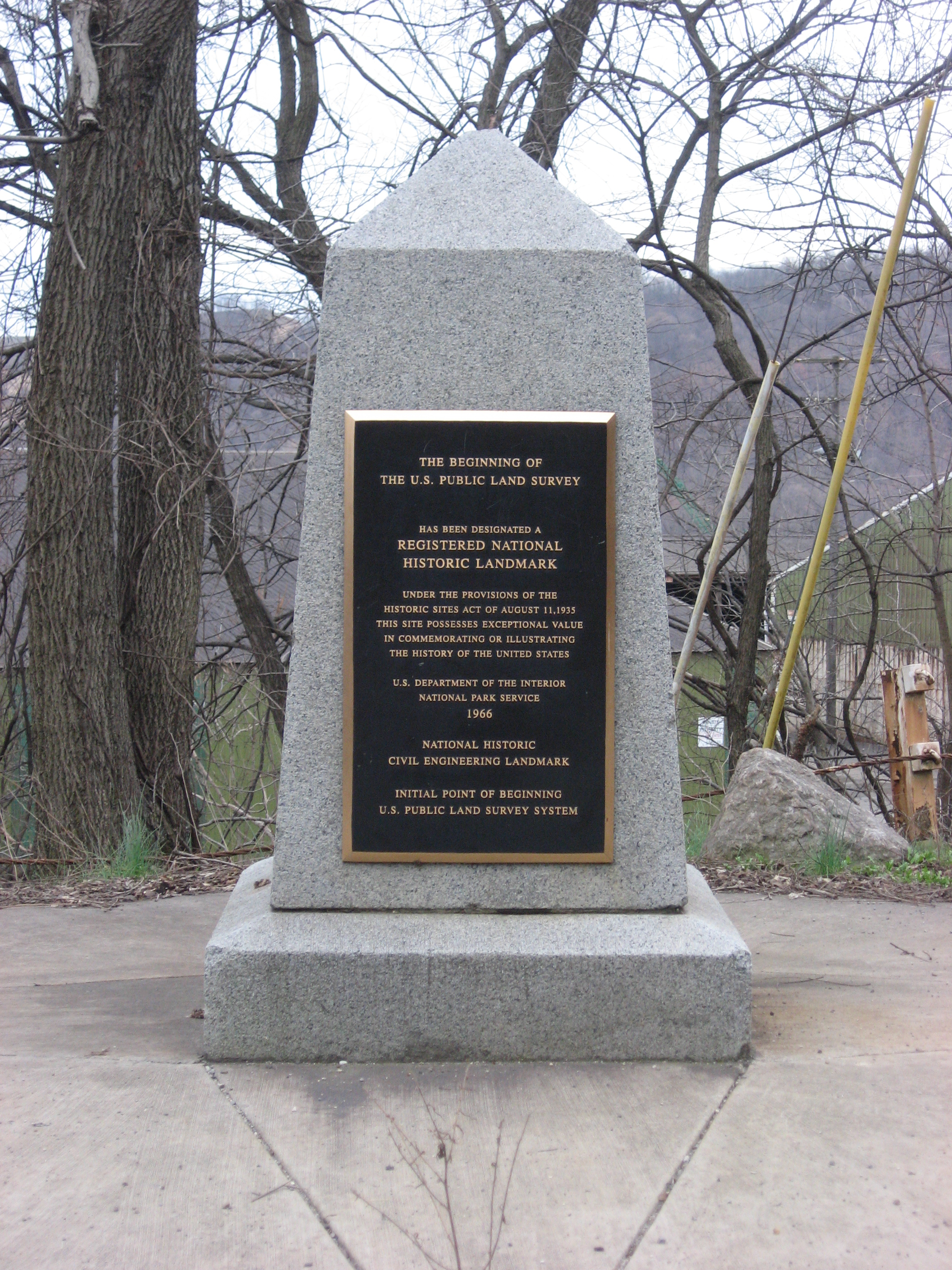
Hito de partida en la confluencia de los Estados de Ohio, Pensilvania y Virginia (actual Virginia Occidental)

Estableció que el territorio se dividiría sistemáticamente en townships ('municipios') cuadrados de 6x6 millas de lado, cada uno subdividido en 36 sections cuadradas, de 1 milla cuadrada de superficie, divididas en 640 subdivisiones de 1 acre de superficie cada una, las cuales, a su vez, se seguían subdividiendo hasta los lots, que son la parcela estándar de vivienda unifamiliar, para su reventa por parte de colonos y especuladores.
La Ley sentó las bases de la política de organización territorial y urbanística de Estados Unidos hasta la aprobación de la Ley Homestead de 1862. El primer topógrafo jefe de los Estados Unidos fue Thomas Hutchins. Después de su muerte en 1789, la responsabilidad de la organización territorial fue transferida a la figura del supervisor general.
El hito de partida de la organización territorial de 1785 se estableció en el punto en el que confluían los Estados de Ohio, Pensilvania y Virginia (actual Virginia Occidental), en la orilla norte del río Ohio, cerca de East Liverpool, en la frontera estatal donde la ruta estatal 39 de Ohio se convierte en la ruta 68 de Pensilvania, donde existe un hito conmemorativo.

## Historia
La anterior Ley de organización territorial de 1784 era una simple resolución redactada por Thomas Jefferson, en la que se instaba al Congreso a regular la organización del territorio. Establecía que las tierras situadas al oeste de los montes Apalaches, al norte del río Ohio y al este del río Misisipi debían dividirse en diez Estados. Sin embargo, la Ley de 1784 no definía el mecanismo por el que el territorio quedaría dividido en los diez Estados, ni cómo se colonizarían y gobernarían las tierras de convertirse en Estados. La Ley de 1785, por tanto, desarrolló la de 1784, estableciendo un mecanismo de venta y colonización de las tierras, y, a su vez, la Ley del Noroeste de 1787 canalizó los aspectos políticos de este mecanismo.
El Congreso de la Confederación nombró un comité formado por Thomas Jefferson (Virginia), Hugh Williamson (Carolina del Norte), David Howell (Rhode Island), Elbridge Gerry (Massachusetts) y Jacob Read (Carolina del Sur) para redactar esta norma.
El 7 de mayo de 1784, presentaron «Una ley para determinar el modo de establecer y organizar las tierras en los territorios occidentales, y otros asuntos relacionados». La Ley dictaba que el territorio fuera dividido en «áreas cuadradas, cada una con lados de diez millas geográficas de longitud, cada una de 6086,4 pies» y «subdividida en lotes de una milla cuadrada cada uno, o 850,4 acres», numeradas comenzando por la de la esquina noroeste, en orden de oeste a este, y luego de este a oeste, consecutivamente. Después del proceso de debate y enmiendas a la Ley, esta fue enviada al Congreso el 26 de abril de 1785. Requería a los topógrafos «dividir dicho territorio en municipios de siete millas de lado, trazando líneas verticales de norte a sur, y horizontales de este a oeste que se cruzarían en ángulos rectos. El territorio de cada municipio, queda conformado por secciones de una milla cuadrada, o 640 acres». Es aquí cuando se registra por primera vez el uso de los términos «township» ('municipio') y «section» ('sección').
El 3 de mayo de 1785, William Grayson, propuso, con el apoyo de James Monroe, modificar la Ley para cambiar la medida de «siete millas de lado» a «seis millas de lado». Esta modificación implicaba reducir el tamaño de cada township ('municipio') de siete millas de lado a seis millas de lado, lo que resultaría en una superficie total de 36 millas cuadradas por township. La propuesta fue aprobada el 20 de mayo de 1785. Las secciones se numerarían empezando por 1 en la esquina sureste y siguiendo de sur a norte hasta la 36 en el noroeste. Y estas divisiones del territorio se debían realiza bajo la dirección por parte de la figura de topógrafo jefe de los Estados Unidos, Thomas Hutchins. Con esta enumeración se dividieron las tierras de los Seven Ranges, Symmes Purchase y Ohio Company of Associates.
La posterior Ley del 18 de mayo de 1796 creó la figura del supervisor general para reemplazar a la figura de topógrafo jefe de los Estados Unidos. Además, estableció que «las secciones se numerarán, comenzando con el número 1 para la primera sección noreste, siguiendo con orden oeste a este del municipio, y alternando números hasta completar los treinta y seis». Toda ordenación territorial se realizó con este sistema de numeración alternada de secciones a partir de entonces, excepto el distrito militar de Ohio, que se creó con municipios de cinco millas cuadradas, según lo dispuesto por la Ley del 1 de junio de 1796, enmendada por la Ley del 1 de marzo de 1800.
Algunos autores atribuyen a Thomas Hutchins la idea de concebir en 1764 un sistema de secciones rectangulares de una milla cuadrada mientras era capitán en los King's Royal Rifle Corps e ingeniero en la expedición del coronel Henry Bouquet a la cabecera del río Muskingum, en lo que ahora es el condado de Coshocton (Ohio), donde ideó un plan para establecer colonias militares con el fin de protegerse de los ataques indígenas, un plan cuya organización territorial adoptó la Ley de 1785 en gran medida. Por el contrario, otros consideran que la organización territorial de municipios en fila era común en Nueva Inglaterra y fue promovida por los legisladores de esa región.

## Financiación de la Educación pública
Esta Ley también fue importante para establecer un mecanismo para financiar la Educación pública. La sección 16 de cada municipio se reservó para el mantenimiento de las escuelas públicas. En la actualidad, muchas escuelas sigue ubicadas en la sección 16 de sus respectivos municipios, aunque muchas de las secciones escolares se vendieron para recaudar fondos para la Educación pública. En Estados posteriores, la sección 36 de cada municipio también fue designada como «sección escolar».
La Ley estableció el sistema de finaciación de la Educación pública mediante «school lands» ('tierras escolares'), que otorgaban la sección 16 de cada township ('municipio'), de una milla cuadrada de superficie, al sistema de Educación pública: «Se reservará el lote N.º 16 de cada municipio para financiar las escuelas públicas dentro de dicho municipio». La sección 16 quedaba ubicada en el centro del municipio. En los Estados donde se aplicó el sistema de organización territorial rectangular, generalmente los survey townships y los civil townships son coincidente, aunque con muchas excepciones. En los Estados occidentales, se añadió la sección 36 como sección escolar. Los distintos Estados y condados ignoraron, alteraron o enmendaron esta disposición de diversas maneras, pero el la intención general fue garantizar que las escuelas locales tuvieran ingresos y que los edificios escolares comunitarios estuvieran ubicados en el centro de los municipios.
Según el Official Ohio Lands Book, «para 1920, el Gobierno federal habrá otorgado un total de 73 155 075 acres de tierras a los Estados para financiar la Educación pública».
En la Ley también se dispuso la concesión de tierras para la Educación superior, las college lands.